# Grabowiec (gmina)
Grabowiec – gmina wiejska w województwie lubelskim, w powiecie zamojskim.
W latach 1975–1998 gmina położona była w województwie zamojskim.
Siedzibą gminy jest osada Grabowiec.
Według danych z 31 grudnia 2021 gminę zamieszkiwało 3766 osób, czyniąc ją tym samym najmniej zaludnioną gminą w całym powiecie zamojskim.
Za Królestwa Polskiego gmina należała do powiatu hrubieszowskiego w guberni lubelskiej. 13 stycznia 1870 do gminy przyłączono pozbawiony praw miejskich Grabowiec.

## Warunki naturalne
Gmina Grabowiec leży niemal w całości na terenie Działów Grabowieckich. Teren gminy położony jest na wysokości powyżej 300 m nad poziomem morza. Jest to głównie teren rolniczy, lasy stanowią niewielką część. Przez gminę  przepływa pięć głównych rzek z największą Wolicą tworzącą ogromne rozlewiska i bagna. Jej najdłuższy dopływ Kalinówka przepływa przez Grabowiec i kończy się w okolicach miejscowości Gliniska. Krótsze dopływy Wolicy to Pawłowa, Czechówka, ze wschodu będąca dopływem Huczwy, Henrykówka bierze swoje źródło z miejscowości Bereść,  wypływając z miejscowego bagna. Występują także liczne stawy i niewielkie naturalne sadzawki, mokradła. Największe występują w Szczelatynie, Topólczy, Rogowie i Grabowcu.

## Ochrona przyrody
Na obszarze gminy znajdują się następujące rezerwaty przyrody:
- rezerwat przyrody Rogów – chroni stanowisko rzadkich roślin stepowych i kserotermicznych z reliktowym stanowiskiem dziewięćsiłu popłocholistnego;
- rezerwat przyrody Wygon Grabowiecki – chroni stanowisko susła perełkowanego.

## Struktura powierzchni
Według danych z roku 2002 gmina Grabowiec ma obszar 128,88 km², w tym:
- użytki rolne: 85%
- użytki leśne: 10%

Gmina stanowi 6,88% powierzchni powiatu.

## Demografia

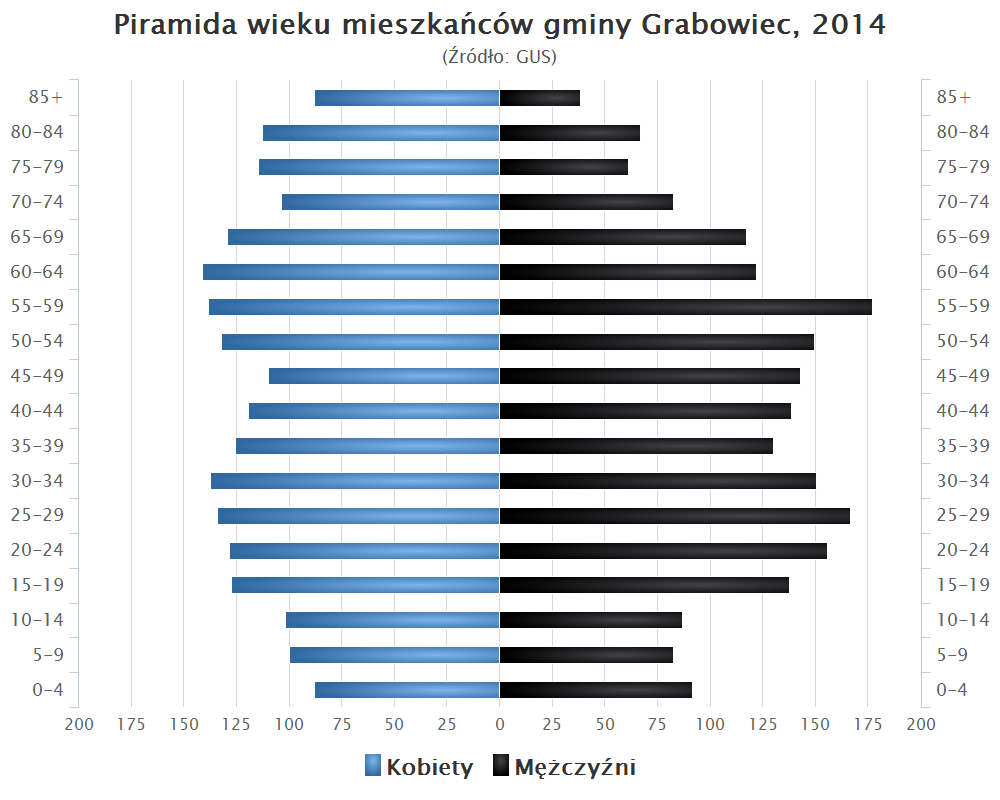
Piramida wieku mieszkańców gminy Grabowiec w 2014 roku

Dane z 30 czerwca 2004:
| Opis                              | Ogółem | Ogółem | Kobiety | Kobiety | Mężczyźni | Mężczyźni |
| --------------------------------- | ------ | ------ | ------- | ------- | --------- | --------- |
| jednostka                         | osób   | %      | osób    | %       | osób      | %         |
| populacja                         | 4685   | 100    | 2363    | 50,4    | 2322      | 49,6      |
| gęstość zaludnienia (mieszk./km²) | 36,4   | 36,4   | 18,3    | 18,3    | 18        | 18        |

## Sołectwa
Bereść, Bronisławka, Cieszyn, Czechówka, Dańczypol, Grabowiec-Góra, Grabowiec, Grabowczyk, Henrykówka, Hołużne, Majdan Tuczępski, Ornatowice, Ornatowice-Kolonia, Rogów, Siedlisko, Skibice, Skomorochy Małe, Skomorochy Duże, Szczelatyn, Szystowice, Tuczępy, Wolica Uchańska, Wólka Tuczępska, Żurawlów.

## Miejscowości bez statusu sołectwa
Dańczypol (leśniczówka), Grabowiec-Góra (kolonia).

## Sąsiednie gminy
Kraśniczyn, Miączyn, Sitno, Skierbieszów, Trzeszczany, Uchanie, Wojsławice.